# Wang Ming-wan
Wang Ming-wan (王銘琬T, 王铭琬S, Wáng MíngwǎnP; Taipei, 22 novembre 1961) è un goista taiwanese che compete per la federazione giapponese (Nihon Ki-in).
È anche noto con il nome giapponese di O Meien.

## Biografia
Wang è nato a Taipei, Taiwan. È noto per il suo fuseki veloce e per l'abilità in combattimento. È diventato un professionista nel 1977, due anni dopo essersi trasferito in Giappone. È stato promosso 9 dan nel 1992.

## Palmarès
| Titolo                                | Vittorie       | Secondi posti  |
| ------------------------------------- | -------------- | -------------- |
| Hon'inbō                              | 2 (2000, 2001) | 1 (2002)       |
| Ōza                                   | 1 (2002)       | 1 (2003)       |
| Shinjin-O                             |                | 1 (1987)       |
| NHK Cup                               |                | 1 (1991)       |
| Ryusei                                |                | 1 (2002)       |
| Daiwa Cup                             | 1 (2007)       |                |
| NEC Shun-Ei                           | 2 (1989, 1991) | 2 (1986, 1987) |
| Igo Masters Cup                       | 1 (2012)       |                |
| Shinan Senior International Baduk Cup |                | 2 (2021, 2022) |
| Totale                                | 7              | 9              |